# Rallye-marathon Londres-Sydney

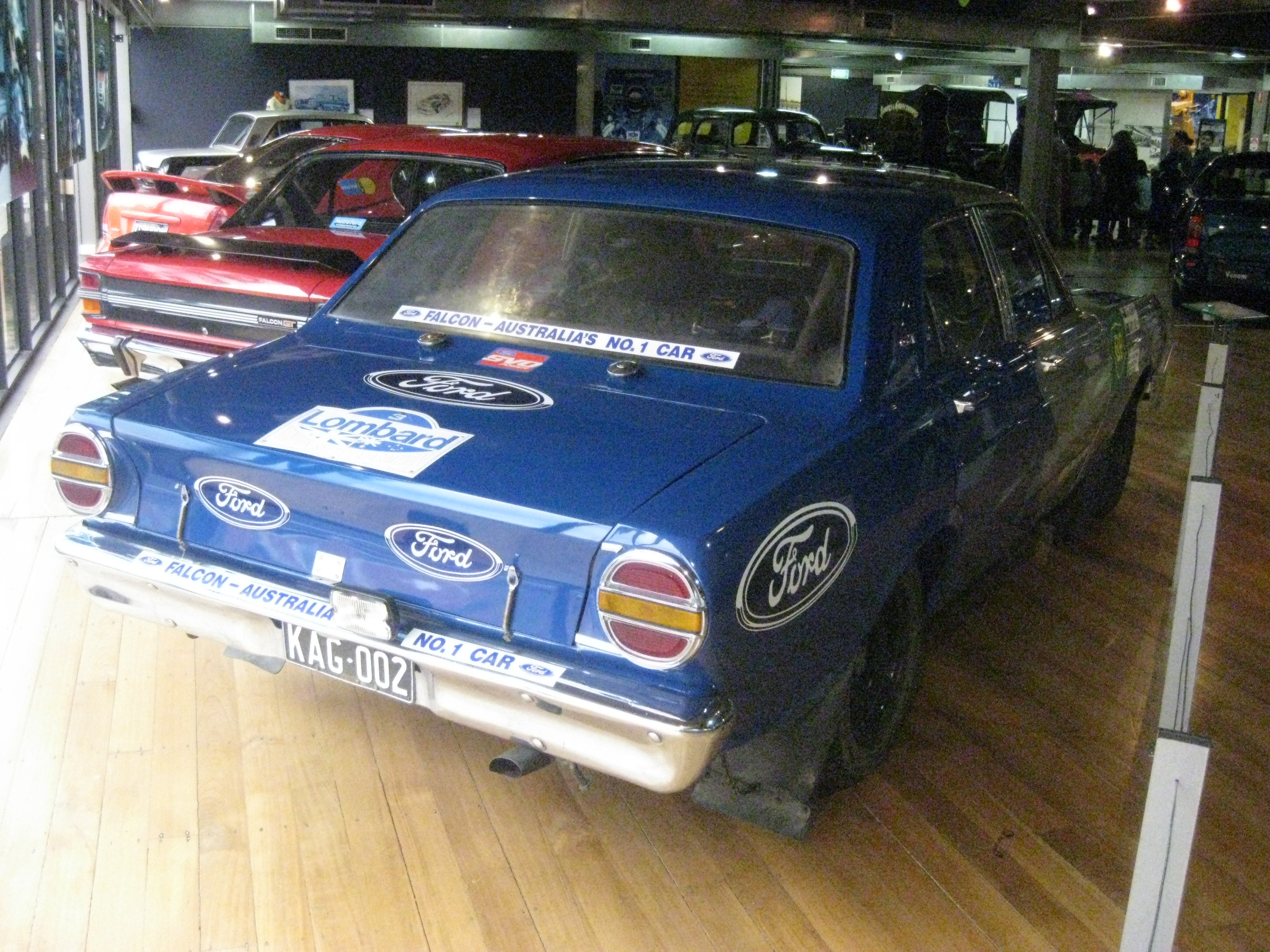
La Ford XT Falcon GT classée 3e de l'épreuve en 1968.

Le Rallye-marathon Londres-Sydney (ou Marathon de la route Londres-Sydney) est un rallye-raid organisé sporadiquement. Il est le principal précurseur des rallye-raids actuels.

## 1reorganisation: 1968
Elle fut supervisée par le journal londonien The Daily Mirror/Daily Telegraph. Son patron de presse Sir Max Aitken (2d Baronet) et deux de ses éditorialistes (Jocelyn Stevens et Tommy Sopwith) la conçurent lors d'un repas en 1967. Le pays étant en pleine crise financière, l'idée était de stimuler les exportations commerciales britanniques grâce au retentissement de l'épreuve à travers les pays traversés.
Le vainqueur se voyait remettre 10 000 £, son suivant 3 000 £, et le troisième 2 000 £.
Le parcours fut établi en détail par Jack Sears, sur 11 200 km à travers onze pays, du 24 novembre au 18 décembre. 72 participants furent inscrits.
Un film a été réalisé pour relater cet exploit humain et mécanique.
Classement :
- 1er : Andrew Cowan, sur Hillman Hunter (Rootes Arrow/Chrysler) ;
- 2e : Paddy Hopkirk, sur Austin (BMC) 1800 (BMC ADO17) ;
- 3e : Ian Vaughan (australien), sur Ford XT Falcon GT (véhicule également 6e et 8e de l'épreuve - vainqueur du Prix de la première équipe australienne) ;
- 4e : Paul de Pâques et Henry Liddon, sur Austin (BMC) 1800.

(N. B. : Lucien Bianchi et Jean-Claude Ogier, en tête sur Citroën DS jusqu'à la fin de l'avant-dernière étape, furent alors hospitalisés à la suite d'un accident frontal inattendu avec une Mini Morris étrangère à la course à 240 kilomètres à peine de Sydney, le staff sportif de Citroën ayant déjà effectué le voyage jusqu'à Sydney pour les accueillir, Hopkirk alors en tête devant à son tour maîtriser un début d'incendie dans son habitacle. Autres participants renommés de l'épreuve : Roger Clark et Tony Ambrose.)

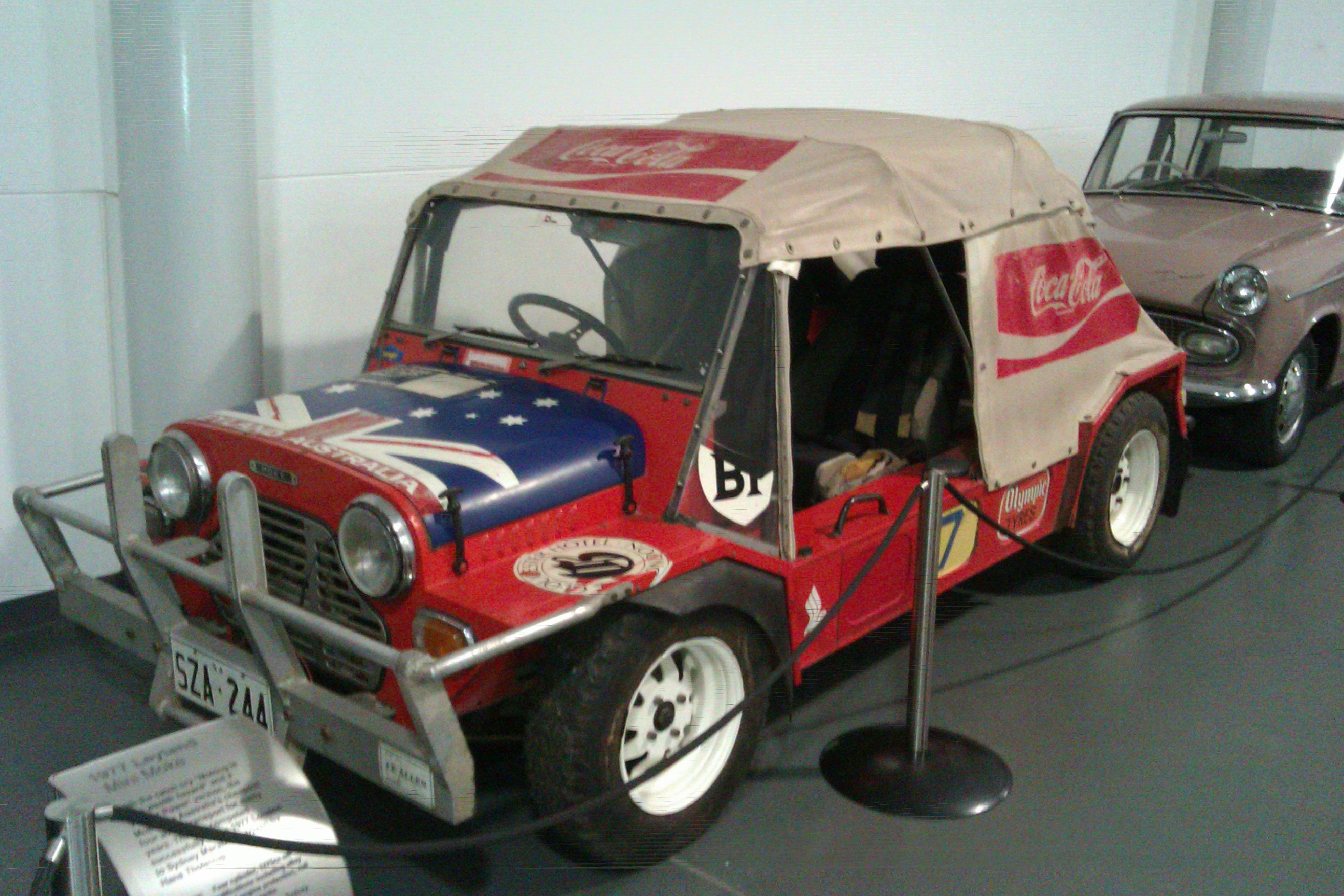
La Leylan Mini Moke de Hans Tholstrup, classée 35e lors de la seconde édition en 1977 (National Motor Museum, Birdwood (Australie-Méridionale).

## 2eorganisation: 1977
Singapour Airlines pris le relais pour sponsoriser l'épreuve (baptisée Singapour Airlines London–Sydney Marathon pour l'occasion) neuf années plus tard.
Classement :
- 1er : Andrew Cowan, sur Mercedes-Benz W123 ;
- 2e : Tony Fowkes[1], sur Mercedes-Benz W123 ;
- 3e : Paddy Hopkirk, sur Citroën.

(Les Français Jean-Claude Ogier et Claude Laurent terminèrent quatrièmes de cette seconde édition, sur Citroën CX 2400.)

## 3eorganisation: 1993
Cette épreuve fut une célébration du 25e anniversaire de la première course, organisée par la compagnie Trans World Events de Nick Brittan, qui avait participé à la première édition sur Lotus Cortina. Il persuada 25 des pilotes de 1968 de participer, dont Andrew Cowan et Roger Clark. Finalement, 106 équipages de 17 pays furent réunis. Cowan disposa de nouveau de sa  Hillman Hunter prêtée pour l'occasion par le musée du Scottish Automobile Club. Tous les autres concurrents étaient sur des véhicules antérieurs à 1970 pour l'occasion. Le parcours était de 16 000 km. Pour des raisons politiques, des pays tels que l'Irak ou l'Afghanistan ne purent être retraversés.
Classement :
- 1er : Francis Tuthill, sur Porsche 911 ;
- 2e : Ian Vaughan, sur Ford Xt Falcon GT (3e en 1968) ;
- 3e : Mike Kirkland, sur Peugeot 504 (pilote habitué au Rallye Safari).

## 4eorganisation: 2000
Toujours organisée par Trans World Event, et présentée comme le Millennium celebration of the first epic event, la course présentait alors un plateau de renommée mondiale. Là encore, plusieurs pays asiatiques ne pouvaient toujours pas être traversés pour des raisons politiques, multipliant de fait les transferts en avion. Cent équipages se présentèrent au départ, et 75 rallièrent bon port.
Classement :
- 1er : Stig Blomqvist et Ben Rainsford ;
- 2e : Michèle Mouton et Francis Tuthill (vainqueur en 1993), sur Porsche 911 ;
- 3e : Rick Bates et Jenny Brittan, sur Porsche 911.

## 5eorganisation: 2004
Dernière organisation en date de Trans World Event. Les équipages furent alors sur des voitures de Groupe N, ou antérieures à 1970, limitées à des deux-roues motrices et à des moteurs 2L. Les néo-zélandais classèrent trois véhicules de Gr.N dans les trois premiers, tous du même team basé à Lincolnshire (Langworth Motorsport), préparateur en l'occurrence de trois Honda Integra.
Classement :
- 1er : Joe McAndrew et Murray Cole ;
- 2e : Mike Montgomery et Roy Wilson ;
- 3e : Shane Murland et John Benton.

(N. B. : le premier des véhicules antérieurs à 1970 fut la Ford Escort RS1600 des Anglais Anthony Ward et Mark Solloway, 6e au général.)